# Equilibrio del terror
El equilibrio del terror es una teoría que fue elaborada en la época de la Guerra Fría, cuando la Unión Soviética y sus aliados del Pacto de Varsovia por un lado y los Estados Unidos y sus aliados de la Organización del Tratado del Atlántico Norte (OTAN) por otro, libraban una carrera armamentista volviendo el enfrentamiento tan peligroso que ninguna de las eventuales partes beligerantes podría esperar obtener ventaja de un conflicto armado (principio de destrucción mutua asegurada o MAD -sus siglas en inglés, que también significa "loco"-).
En esta época se desarrollaron considerablemente los misiles balísticos y los diferentes tipos de armas nucleares. Las potencias constituidas representaban fuerzas capaces de "hacer volar el planeta varias veces", según una expresión popular muy en boca en la época. La asombrosa cantidad de armamento desplazados de una y otra parte condujo a intentar numerosas negociaciones, antes de llegar a acuerdos de desarme parcial.
La doctrina subyacente a esta expresión se entiende como la capacidad de cada bloque antagónico para aniquilar a su contendiente por medio de un ataque nuclear masivo en caso de ser agredido: el primero que intente destruir al otro tiene la seguridad de ser destruido a su vez, anulando completamente su interés en desarrollar tal ataque. Este equilibrio se convertía paradójicamente así en una garantía para la paz y fue de hecho lo que evitó que las dos superpotencias se enfrentaran abiertamente durante el tiempo en que convivieron.
La frase se utiliza habitualmente con fines retóricos, y fue probablemente acuñada por Lester Pearson en junio de 1956 en el décimo aniversario de la firma de la Carta de las Naciones Unidas, cuando dijo: "the balance of terror has replaced the balance of power" (el equilibrio del terror ha reemplazado al equilibrio del poder -o de los poderes-). La expresión equilibrio del poder o de poderes tanto puede referirse al principio político de división de poderes como al equilibrio de poder en las relaciones internacionales (equilibrio internacional o mantenimiento del statu quo), que había sido un tópico constante en la política europea desde el Tratado de Westfalia (1648), el Tratado de Utrecht (1713) y el Congreso de Viena (1814). Objeto de los denominados sistema Metternich y sistema Bismark, entró en crisis con la política de bloques que desembocó en la Primera Guerra Mundial; y se le pretendió sustituir por el principio de seguridad colectiva en la Sociedad de Naciones durante el período de entreguerras. Su evidente fracaso en la Segunda Guerra Mundial motivó su sustitución por la ONU, que reconoce el estatus superior de las potencias miembros permanentes del Consejo de Seguridad, con derecho a veto.